# Subaltern Studies Group
Die Subaltern Studies Group (auch: Subaltern Studies Collective) ist eine Gruppe südasiatischer Wissenschaftler, die sich mit den postkolonialen und postimperialistischen Gesellschaften in Südasien und der Weltentwicklung im Allgemeinen beschäftigen. Der Ausdruck „Subaltern Studies“ wird manchmal auf andere erweitert, die ihre Ansichten teilen. Ihre Herangehensweise entspricht der der Geschichte von unten, konzentriert sich aber mehr auf die Vorgänge in den Massen der unteren Schichten als auf die in der Elite. Diese Forschungsrichtung ist eng verbunden mit der gleichnamigen Publikationsreihe Subaltern Studies.

## Namenserklärung
Das Wort „subaltern“, das in der britischen Armee die Offiziersgrade unterhalb des Captain (Hauptmann) bezeichnet, spielt im politischen Zusammenhang auf das Werk des italienischen Marxisten Antonio Gramsci (1891–1937) an, der den Begriff einführte. Bei Gramsci noch allein auf beherrschte Klassen, insbesondere das Proletariat bezogen, bezeichnet es in den Subaltern Studies jede Person oder Gruppe von niederem Rang oder Stellung, sei es wegen ihrer Rasse, Klasse, ihrem Geschlecht, ihrer sexuellen Orientierung, Ethnie oder Religion.

## Geschichte
Die Subaltern Studies Group entstand in den 1980er Jahren als ein neuer Ansatz zu einer Geschichtsschreibung Indiens und Südasiens; sie war durch die Studien von Eric Stokes beeinflusst. Die Herangehensweise der Gruppe war sehr deutlich durch die Schriften Antonio Gramscis inspiriert und wurde in den Schriften ihres „Mentors“ Ranajit Guha erklärt, am klarsten in seinem Manifesto in Subaltern Studies I und auch in seiner klassischen Monographie The Elementary Aspects of Peasant Insurgency. Obwohl die Gruppenmitglieder politisch klar eine linke Position einnehmen, stehen sie der traditionellen marxistischen Sicht auf die indische Geschichte sehr kritisch gegenüber, nach der ein halbfeudales Indien durch Großbritannien kolonisiert wurde, dann politisches Bewusstsein entwickelte und unabhängig wurde. Besonders kritisch sehen sie den Fokus dieser Sicht auf dem politischen Bewusstsein der Eliten, die dann die Massen zu Widerstand und Rebellion gegen die dominanten britischen Herrschaftsstrukturen inspiriert hätten.
Stattdessen konzentrieren sie ihre Arbeit auf die nicht zur Elite gehörenden Subalternen als eigentlich Handelnde im politischen und sozialen Wandel und konzentrierten ihr Interesse auf die Diskurse und Reden entstehender politischer und sozialer Bewegungen, im Gegensatz zu sichtbaren Aktionen wie Demonstrationen und Aufständen.
Die Subaltern Studies Group wurde von Ranajit Guha gegründet. Die spätere postmoderne Wendung der Gruppe ernüchterte einige ihrer Mitglieder, so etwa Sumit Sarkar, die die Gruppe verließ.
Guha wandte sich im Laufe der Zeit auch strukturalistischen wie poststrukturalistischen und postmarxistischen Theorien und Methoden zu, beispielsweise Claude Lévi-Strauss. Die Subaltern Studies waren geprägt von einer Theorien- wie Methodenvielfalt. Partha Chatterjee wiederum brachte die Machttheorie von Michel Foucault in die Subaltern Studies ein.
Im Laufe der Zeit wandte sich die Publikationsreihe auch Feldern zu, die jenseits der rein auf Indien bezogenen Verhältnisse lag. So wurden u. a. die Literaturanalyse, Anthropologie, politische und feministische Theorie etc. in den Fokus der Analysen aufgenommen.
Inspiriert durch die südasiatische Gruppe gründeten John Beverley und Ileana Rodríguez entsprechend die Latin American Subaltern Studies, um eine ähnliche Perspektive für Lateinamerika zu entwickeln. Diese Gruppe löste sich schließlich wegen interner methodischer und politischer Differenzen auf.

## Kritik
2013 veröffentlichte der Soziologe Vivek Chibber mit Postcolonial theory and the specter of capital (deutsche Ausgabe: Postkoloniale Theorie und das Gespenst des Kapitals, Berlin 2018) eine viel diskutierte und kritisierte Kritik an den Subaltern Studies, die er anhand der Auseinandersetzung mit ihren Begründern und deren wichtigsten Veröffentlichungen entfaltet. Chibber argumentiert insbesondere, dass die Vertreter der Subaltern Studies die Universalisierung des Kapitals nicht korrekt erfasst und dargestellt hätten, selbst Klischees über den Orient reproduzierten und ein Bild der Entwicklung des westlichen Liberalismus in Verbindung mit der Entstehung des Kapitalismus entwarfen, dass in keiner Weise der realen Geschichte entspräche. Chibber verteidigt zentrale marxistische Erkenntnisse über die Entwicklung des Kapitalismus und des Kapitals. Zugleich erkennt er die Arbeit der Subaltern Studies über die Kolonialgeschichte Indiens an. Er versucht aufzuzeigen, dass sich der Kapitalismus sehr gut mit verschiedenen Kulturen und damit verbundenen Handlungsweisen arrangieren kann, und es nicht darauf ankäme, Gesellschaften und deren innere Verhältnisse vollständig umzukrempeln und zu vereinheitlichen. Chibber kritisiert auch den Postkolonialismus in Gänze.